# Connah's Quay
Connah's Quay är en ort och community i Storbritannien.   Den ligger i kommunen Flintshire och riksdelen Wales, i den södra delen av landet, 270 km nordväst om huvudstaden London. Antalet invånare är 16 774.
Orten är sammanvuxen med Shotton.